# Некоуз
Не́коуз — село в Некоузском районе Ярославской области России. Распространено также неофициальное название Старый Некоуз, для того чтобы различать древнее село с райцентром Новый Некоуз, в котором находится станция Некоуз.
В рамках организации местного самоуправления входит в Некоузское сельское поселение, в рамках административно-территориального устройства — в Некоузский сельский округ.

## География
Село Некоуз расположено у речки Чернавки, в 4,4 км к западу от железнодорожной станции Некоуз Северной железной дороги в райцентре Новый Некоуз.
Через населённый пункт проходят две автодороги на село Спас-Ильдь (и далее на село Лацкое) и на деревню Правдино (и далее на посёлок Октябрь).

## Население
| 1859 | 1897 | 1914 | 1939 | 2002 | 2007 | 2010 |
| ---- | ---- | ---- | ---- | ---- | ---- | ---- |
| 501  | ↗828 | ↘531 | ↗708 | ↘279 | ↗282 | ↘229 |

Население по данным 2010 — 229 чел.
Согласно результатам переписи 2002 года, в национальной структуре населения русские составляли 98 % из 279 жителей.

## История
Старый Некоуз имеет многовековую историю. В памятниках письменности село Некоуз впервые упоминается с начала XVI века (например, в грамоте угличского князя Дмитрия Ивановича Жилки от 1521 года).
В 1238 году произошла битва на реке Сити, в которой погибло множество людей. Есть предположение, что название села Некоуз происходит от словосочетания «некого узить», т.е некого брать в плен.
На протяжении длительного времени село было центром Некоузской волости Мологского уезда Ярославской губернии. Существует мнение, что при прокладке в XIX веке железнодорожной ветки от Рыбинска на Виндаву дорога должна была пройти через село Некоуз. Однако воспротивились некоузские землевладельцы, не разрешив прокладку дороги по своим землям, и дорога прошла в четырёх километрах от села: вокзал расположился в местечке Харино. 10 июня 1929 года село Некоуз стало административным центром новообразованного Некоузского района. При станции Харино сформировался посёлок, в который в ноябре 1931 года и был перенесён районный центр, переименованный сперва в Некоуз, а в 1952 году — в Новый Некоуз.

## Достопримечательности
Вблизи перекрёстка двух автомобильных дорог в селе находится церковь Троицы Живоначальной (1790 год). При ней видна полуразрушенная звонница. По изысканиям профессора А. Г. Егояна, здание Троицкой церкви было не только самым большим и красивым, но и самым дорогим в ближайшей округе. Оценённая Егояном стоимость возведения некоузского храма более чем двоекратно превышает стоимость постройки обеих соборных церквей города Мышкина, вместе взятых.
В Старом Некоузе также находится неизвестная часовня (не ранее 1790 года).